# Euphorbia gymnocalycioides
Euphorbia gymnocalycioides är en törelväxtart som beskrevs av Michael George Gilbert och Susan Carter. Euphorbia gymnocalycioides ingår i släktet törlar, och familjen törelväxter.
Artens utbredningsområde är Etiopien. Inga underarter finns listade i Catalogue of Life.

## Bildgalleri

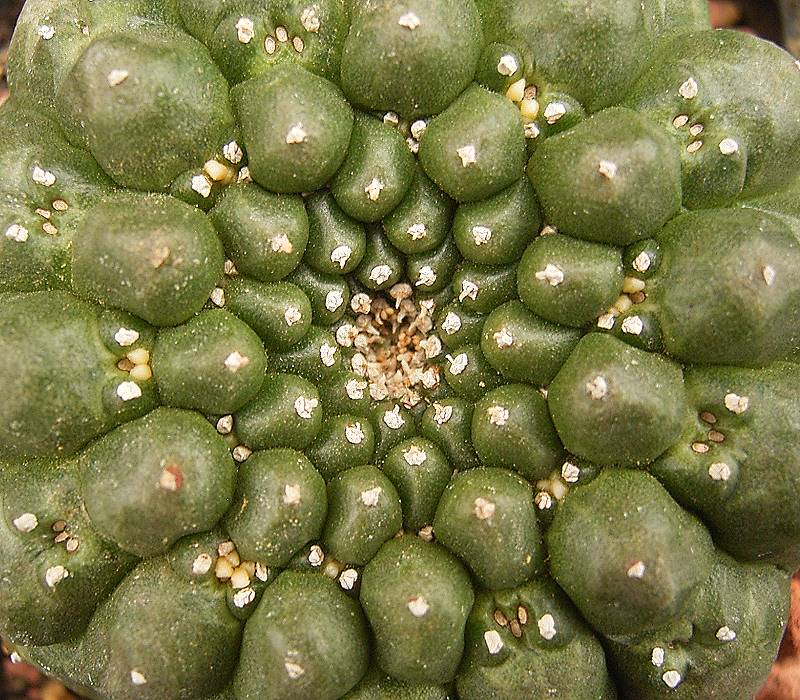
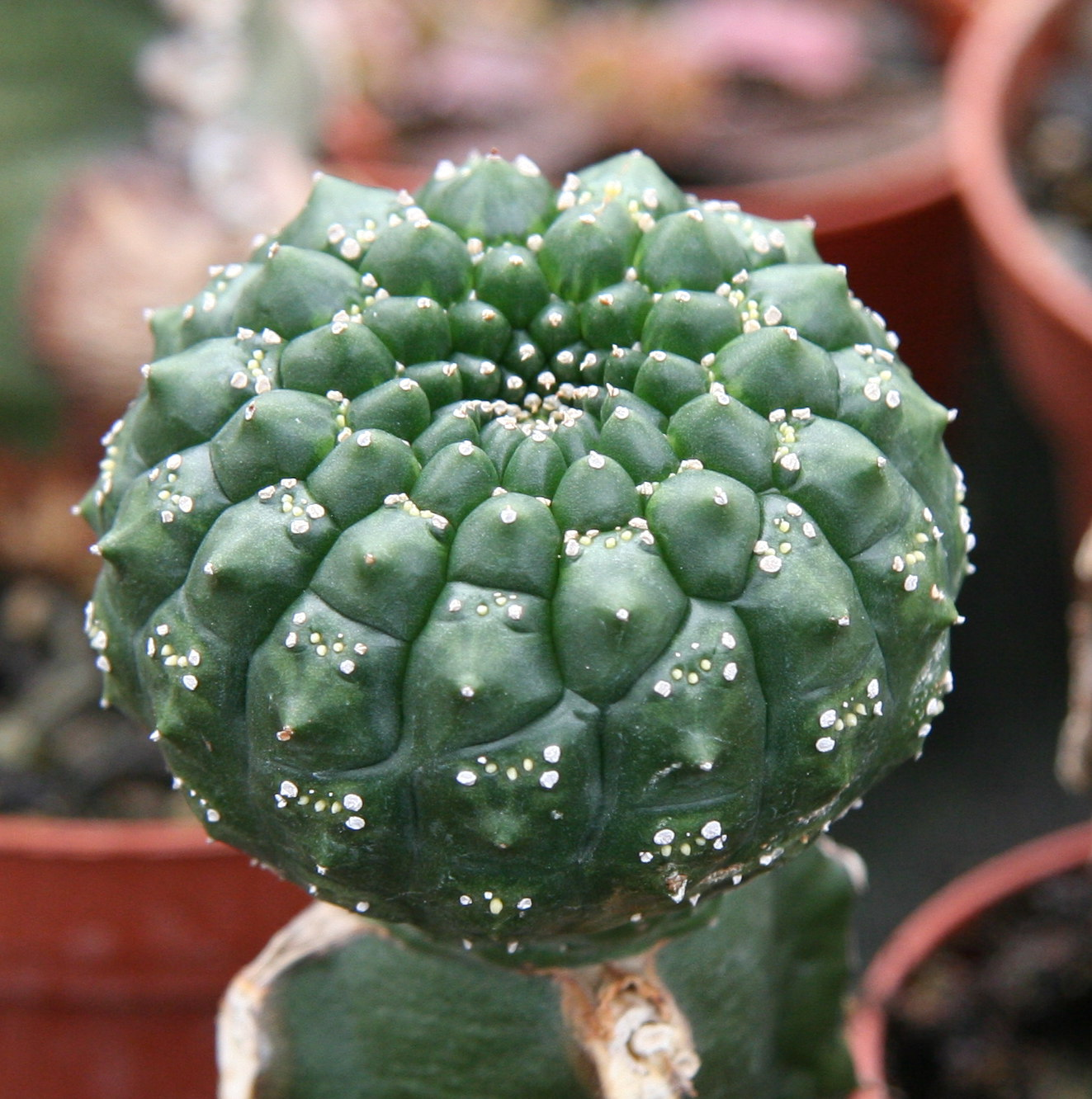